# Dmytro Tolkunow
Dmytro Mikolajowytsch Tolkunow (ukrainisch Дмитро Миколайович Толкунов, russisch Дмитрий Николаевич Толкунов/Dmitri Nikolajewitsch Tolkunow; * 27. Mai 1979 in Kiew, Ukrainische SSR) ist ein ehemaliger ukrainischer Eishockeyspieler, der viermal ukrainischer und zweimal belarussischer Meister wurde. Er nahm mit der ukrainischen Nationalmannschaft an den Olympischen Winterspielen 2002 teil.

## Karriere
Dmytro Tolkunow begann seine Karriere als Eishockeyspieler in seiner Heimatstadt bei SchWSM Kiew, für dessen Profimannschaft er in der Saison 1995/96 in der East European Hockey League aktiv war. Parallel kam er zu einem Torerfolg bei seinem einzigen Einsatz für dessen Stadtnachbarn HK Sokil Kiew, für den er in der Internationalen Hockey-Liga auf dem Eis stand. Anschließend ging der Verteidiger nach Nordamerika, wo er zunächst drei Jahre lang in der kanadischen Juniorenliga QMJHL für die Olympiques de Hull, die ihn in der ersten Runde des CHL Import Drafts 1996 als insgesamt 36. Spieler ausgewählt hatten, Harfangs de Beauport und Remparts de Québec auf dem Eis stand. Dabei wurde er 1999 in das Second All-Star-Team der Liga gewählt. In der Saison 1999/2000 lief der Ukrainer für die Cleveland Lumberjacks in der International Hockey League auf. Anschließend verbrachte er drei Jahre in deren Konkurrenzliga American Hockey League bei den Norfolk Admirals.
Zur Saison 2003/04 kehrte Tolkunow nach Europa zurück und unterschrieb einen Vertrag in der russischen Superliga bei Lokomotive Jaroslawl. In Jaroslawl wurde er jedoch überwiegend für dessen zweite Mannschaft in der drittklassigen Perwaja Liga eingesetzt, sodass er noch im Laufe der Spielzeit innerhalb der Superliga zu Amur Chabarowsk wechselte. Mit Letzterem stieg er in die zweite russische Liga, die Wysschaja Liga, ab. Die folgende Spielzeit begann der Olympiateilnehmer von 2002 beim HK Sibir Nowosibirsk in der Superliga, bestritt für diesen jedoch nur drei Spiele, ehe er zu Amur Chabarowsk in die Wysschaja Liga zurückkehrte.
In der Saison 2005/06 konnte sich der ukrainische Nationalspieler wieder in der Superliga durchsetzen und erkämpfte sich einen Stammplatz bei Metallurg Nowokusnezk. Nach der Spielzeit wechselte er zum HK Dinamo Minsk, mit dem er in der Saison 2006/07 den belarussischen Meistertitel gewann. Parallel kam er zu sechs Einsätzen für Berkut Browary in der ukrainischen Eishockeyliga. Nach einer weiteren Spielzeit bei Dinamo Minsk kehrte Tolkunow 2008 zu seinem Ex-Klub HK Sokol Kiew zurück, mit dem er am Spielbetrieb der russischen Wysschaja Liga teilnahm, wobei er parallel auch für Sokols zweite Mannschaft spielte, mit der er in dieser Spielzeit erstmals Ukrainischer Meister wurde.
Die Saison 2009/10 begann Tolkunow ebenfalls beim HK Sokol Kiew, dessen Profimannschaft zuvor in die belarussische Extraliga gewechselt war. Nach nur sechs Spielen schloss er sich jedoch dem belarussischen Hauptstadtklub HK Junost Minsk an, mit dem er am Saisonende zum zweiten Mal in seiner Laufbahn den belarussischen Meistertitel gewinnen konnte. In der Saison 2010/11 stand er zunächst bei Ferencvárosi TC in der MOL Liga unter Vertrag. In der Mitte der Spielzeit verließ er die Mannschaft jedoch bereits wieder und schloss sich dem HK Donbass Donezk an, mit dem er am Saisonende wie auch im Folgejahr ukrainischer Meister wurde. Seit der Saison 2011/12 nahm er mit Donbass am Spielbetrieb der Wysschaja Hockey-Liga teil.
In den folgenden Jahren stand er bei verschiedenen Klubs aus Kiew und Umgebung unter Vertrag, dabei gewann er 2015 mit dem HK ATEK Kiew seinen vierten ukrainischen Meistertitel, nachdem er Jahr zuvor zum besten Spieler der Liga gewählt worden war. 2017 wechselte er zum CS Progym Gheorgheni in die rumänische Eishockeyliga, beendete aber bereits im November 2017 seine Karriere.

### International
Für die Ukraine nahm Tolkunow im Nachwuchsbereich zunächst an der U18-C1-Europameisterschaft 1995 und der U18-A-Europameisterschaft 1997 teil. Mit der U20-Auswahl spielte er bei der Junioren-A-Weltmeisterschaft 1996 und der Junioren-B-Weltmeisterschaft 1996.
Im Seniorenbereich stand er im Aufgebot seines Landes bei der B-Weltmeisterschaft 2010, sowie den A-Weltmeisterschaften 2002, 2004 und 2005. Des Weiteren nahm er mit der Ukraine an den Olympischen Winterspielen 2002 in Salt Lake City teil. Bei diesen blieb er bei vier Einsätzen punktlos und erhielt vier Strafminuten. Zudem spielte er bei der Qualifikation für die Olympischen Winterspiele 2010 in Vancouver.

## Erfolge und Auszeichnungen
- 1995 Aufstieg in die B-Gruppe bei der U18-C1-Europameisterschaft
- 1999 Second All-Star-Team der Ligue de hockey junior majeur du Québec
- 2007 Belarussischer Meister mit dem HK Dinamo Minsk
- 2009 Ukrainischer Meister mit dem HK Sokol Kiew
- 2010 Belarussischer Meister mit dem HK Junost Minsk
- 2011 Ukrainischer Meister mit dem HK Donbass Donezk
- 2012 Ukrainischer Meister mit dem HK Donbass Donezk
- 2014 Bester Verteidiger der Ukrainischen Eishockeyliga
- 2015 Ukrainischer Meister mit dem HK ATEK Kiew